# Championnat d'Islande de football 2005
Navigation
Saison précédente Saison suivante
La saison 2005 du Championnat d'Islande de football était la 94e édition de la première division islandaise. Les 10 clubs jouent les uns contre les autres lors de rencontres disputées en matchs aller et retour.
Le FH Hafnarfjörður, tenant du titre, a tenté de le conserver face aux neuf meilleurs clubs du pays.
C'est une nouvelle fois le FH Hafnarfjörður qui finit en tête du championnat et remporte le 2e titre de champion d'Islande de son histoire. Auteur d'un parcours quasi parfait (16 victoires en 18 rencontres), le FH termine avec 16 points d'avance sur le surprenant promu, le Valur Reykjavik, 2e du championnat et vainqueur cette saison de la Coupe d'Islande. Sur la 3e marche du podium, on trouve pour la deuxième année consécutive l'ÍA Akranes.
En bas du classement, le þrottur Reykjavik, l'autre promu, redescend immédiatement en 2. Deild en compagnie du Fram Reykjavik, présent parmi l'élite depuis neuf saisons.

## Les 10 clubs participants
| \| Reykjavik : · KR - Fram - Fylkir - þrottur - Vikingur ÍBK Keflavík ÍA Akranes ÍBV Vestmannaeyjar UMF Grindavík FH Hafnarfjörður \| Clubs participants |
| Reykjavik : · KR - Fram - Fylkir - þrottur - Vikingur ÍBK Keflavík ÍA Akranes ÍBV Vestmannaeyjar UMF Grindavík FH Hafnarfjörður                          |

| Club               | Classement 2004 | Stade            | Ville          |
| ------------------ | --------------- | ---------------- | -------------- |
| ÍA Akranes         | 3               | Akranesvöllur    | Akranes        |
| FH Hafnarfjörður   | 1               | Kaplakriki       | Hafnarfjörður  |
| Fram Reykjavik     | 8               | Laugardalsvöllur | Reykjavik      |
| Fylkir Reykjavik   | 4               | Laugardalsvöllur | Reykjavik      |
| UMF Grindavík      | 7               | Grindavíksvöllur | Grindavík      |
| ÍBK Keflavík       | 5               | Keflavíkurvöllur | Keflavík       |
| KR Reykjavik       | 6               | KR-völlur        | Reykjavik      |
| þrottur Reykjavik  | 2. Deild        | Laugardalsvöllur | Reykjavik      |
| ÍBV Vestmannaeyjar | 2               | Hásteinsvöllur   | Vestmannaeyjar |
| Valur Reykjavik    | 2. Deild        | Laugardalsvöllur | Reykjavik      |

## Compétition

### Classement
Le barème de points servant à établir le classement se décompose ainsi :
- Victoire : 3 points
- Match nul : 1 point
- Défaite : 0 point

| Rang | Équipe              | Pts | J  | G  | N | P  | Bp | Bc | Diff |
| ---- | ------------------- | --- | -- | -- | - | -- | -- | -- | ---- |
| 1    | FH Hafnarfjörður T  | 48  | 18 | 16 | 0 | 2  | 53 | 11 | +42  |
| 2    | Valur Reykjavik P C | 32  | 18 | 10 | 2 | 6  | 29 | 16 | +13  |
| 3    | ÍA Akranes          | 32  | 18 | 10 | 2 | 6  | 24 | 20 | +4   |
| 4    | ÍBK Keflavík        | 27  | 18 | 7  | 6 | 5  | 28 | 31 | -3   |
| 5    | Fylkir Reykjavik    | 26  | 18 | 8  | 2 | 8  | 28 | 28 | 0    |
| 6    | KR Reykjavik        | 25  | 18 | 8  | 1 | 9  | 22 | 24 | -2   |
| 7    | UMF Grindavík       | 18  | 18 | 5  | 3 | 10 | 23 | 41 | -18  |
| 8    | ÍBV Vestmannaeyjar  | 17  | 18 | 5  | 2 | 11 | 18 | 30 | -12  |
| 9    | Fram Reykjavik      | 17  | 18 | 5  | 2 | 11 | 19 | 32 | -13  |
| 10   | Þrottur Reykjavik P | 16  | 18 | 4  | 4 | 10 | 21 | 32 | -11  |

|  | Qualifié pour la Ligue des champions 2006-2007 |
|  | Qualifié pour la Coupe UEFA 2006-2007          |
|  | Qualifié pour la Coupe Intertoto 2006          |
|  | Relégation en 2. Deild                         |

### Matchs
| Résultats (▼dom., ►ext.)                                   | FH  | IA  | þrot | IBV | Fram | Fylk | IBK | Val | Grin | KR  |
| FH Hafnarfjörður                                           |     | 2-0 | 3-1  | 3-0 | 3-1  | 1-2  | 2-0 | 2-0 | 8-0  | 2-0 |
| ÍA Akranes                                                 | 2-1 |     | 1-0  | 2-0 | 1-2  | 0-3  | 1-2 | 1-2 | 3-2  | 2-1 |
| Þrottur Reykjavik                                          | 1-5 | 0-0 |      | 4-0 | 0-1  | 1-2  | 2-2 | 0-2 | 3-2  | 0-1 |
| ÍBV Vestmannaeyjar                                         | 0-1 | 0-2 | 2-0  |     | 2-0  | 0-3  | 2-3 | 1-0 | 5-1  | 2-1 |
| Fram Reykjavik                                             | 1-5 | 0-0 | 3-0  | 3-0 |      | 1-2  | 2-3 | 2-1 | 0-1  | 0-4 |
| Fylkir Reykjavik                                           | 2-5 | 2-3 | 0-1  | 1-0 | 1-1  |      | 0-1 | 1-2 | 2-1  | 1-2 |
| ÍBK Keflavík                                               | 0-3 | 0-1 | 3-3  | 2-2 | 2-1  | 2-2  |     | 1-5 | 1-1  | 2-1 |
| Valur Reykjavik                                            | 0-1 | 2-0 | 1-2  | 1-1 | 3-0  | 3-1  | 0-0 |     | 3-1  | 3-0 |
| UMF Grindavík                                              | 1-5 | 1-3 | 1-1  | 2-1 | 3-1  | 3-0  | 2-1 | 0-1 |      | 0-0 |
| KR Reykjavik                                               | 0-1 | 0-2 | 3-2  | 1-0 | 1-0  | 1-3  | 1-3 | 2-0 | 3-1  |     |
| - Victoire à domicile - Match nul - Victoire à l'extérieur |     |     |      |     |      |      |     |     |      |     |

## Bilan de la saison
| Tableau d'Honneur                 |                  |
| Compétition                       | Vainqueur        |
| Championnat d'Islande de football | FH Hafnarfjörður |
| Coupe d'Islande de football       | Valur Reykjavik  |
| Coupe de la Ligue                 | KR Reykjavik     |
| Supercoupe d'Islande de football  | FH Hafnarfjörður |

| Qualifications européennes    |                            |
| Ligue des champions 2004-2005 | Qualifié                   |
| 1er tour                      | FH Hafnarfjörður           |
| Coupe UEFA 2006-2007          | Qualifiés                  |
| 1er tour                      | ÍA Akranes Valur Reykjavik |
| Coupe Intertoto 2006          | Qualifié                   |
| 1er tour                      | ÍBK Keflavík               |

| Promotion et relégation |                                         |
| Relégués en 2. Deild    | Fram Reykjavik þrottur Reykjavik        |
| Promus en 1. Deild      | Vikingur Reykjavik Breiðablik Kopavogur |

## Meilleurs buteurs
| # | Buteurs             | Clubs            | Nb de Buts |
| - | ------------------- | ---------------- | ---------- |
| 1 | Tryggvi Guðmunðsson | FH Hafnarfjörður | 16         |
| 2 | Allan Borgvardt     | FH Hafnarfjörður | 13         |
| 3 | Horður Sveinsson    | ÍBK Keflavík     | 9          |
| 4 | Garðar Gunnlaugsson | Valur Reykjavik  | 8          |